# Nassbach
Der Nassbach (auch Naßbach geschrieben), am Oberlauf Wasseralmbach, ist ein Bach am Fuß von Schneealpe und Rax in Niederösterreich.

## Lauf und Landschaft

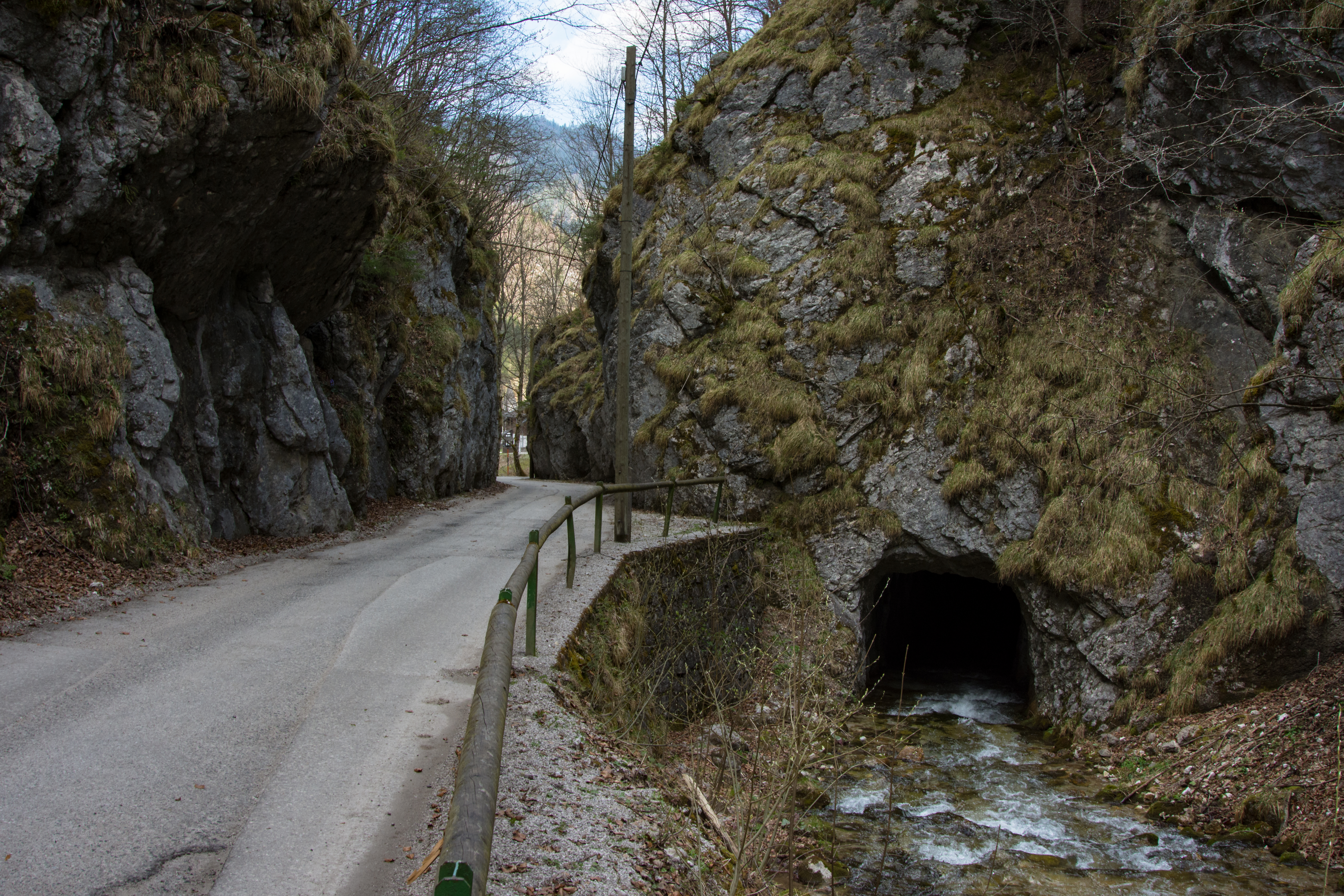
Stollen in der Saurüsselklamm

Der Bach befindet sich im Schwarzatal bei Schwarzau im Gebirge, im alpinen Teil des Industrieviertels. Er bildet das Naßbachtal, das sich zwischen dem Raxmassiv im Süden und der Sonnleitsteingruppe im Norden westwärts zur niederösterreichisch-steirischen Landesgrenze an der Schneealpe zieht.
Der Bach entspringt auf der Amaiswies (um 1230 m ü. A.) am Großen Sonnleitstein (1639 m ü. A.), aus etlichen Quellbächen, die zwischen dem Freinerboden (Kreuzsattel) im Westen und dem südlichen Sonnleitstein-Vorklapf Lettingkogel (1392 m ü. A.) entspringen. Er fällt dann aus diesem Hochtal steil nach Süden ab, wo er die weiteren Quellbäche vom (südlichen) Kreuzsattel aufnimmt. Dann rinnt er den Nordwestfuß des Schneealp-Grenzkammes entlang durch die Wasseralm nach Osten. Hier nimmt er Wasseralmquelle und Karlalmbach vom Amaißbichl auf.
Bei Hinternaßwald vereint er sich mit dem Reißbach, der rechts von der Rax beim Naßkamm kommt. Bis hierher spricht man für den gut 3 Kilometer langen Oberlauf auch von Wasseralmbach.
Der Bach knickt nach Nordosten, rinnt durch eine Schlucht, und erreicht nach weiteren 4 km den Ort Naßwald. Im südlichen Bereich des Ortes, bei der sogenannten Saurüsselklamm, führte bis 1897 die Straße auf Holzgerüsten über das Bachbett, wodurch die Holztrift behindert wurde. Zur Abhilfe – aber auch zur Erprobung neuartiger Tunnelbohrmaschinen – wurde ein 60 Meter langer, 2,8 × 2,3 Meter großer Stollen für den neuen Bachverlauf durch die Felswand getrieben. Das alte Bachbett wurde zugeschüttet und als Straße ausgebaut.
Im Ortskern von Naßwald mündet links der Schwarzrieglbach, der den Kamm des Sonnleitsteins nördlich umrundet, sowie nach dem Ort der Preinbach, der von der Gscheidlhöhe am Gippel kommt, und dann zwischen Hubmerkogel und Fegenbergstock verläuft.
Bei Singerin, 2 km östlich von Naßwald, mündet der Nassbach etwas oberhalb des Höllentals in die obere Schwarza.

## Hydrographie
Das ganze Einzugsgebiet ist sehr quellenreich, weil hier zum einen die Werfener Schichten und die Grauwackenzone als Basis der Kalkalpen angeschnitten sind, und weil die Gegend geologisch komplex und von vielen Störungen durchzogen ist. Entlang des unteren Nassbachs streicht insbesondere eine Bruchlinie über den Kuhschneeberg zum Klostertaler Gscheid, die den Wettersteinkalk der Rax-Schneeberg-Gruppe nördlich begrenzt.
Daher wurde das Nassbachtal ab 1870 für die 1. Wiener Hochquellenleitung der Wiener Wasserversorgung erschlossen. Gefasst sind insbesondere Wasseralmquelle und die kleineren Sonnleitenquelle, Schiefauerquelle und Lettingquelle bei der Wasseralm, die Reißtalquelle und die Schütterlehnenquelle bei Hinternaßwald, sowie Alberiquelle und Übertalquelle Richtung Naßwald. Die Hochquellenleitung verläuft entlang des Naßbachs, mit mehreren Flussquerungsaquädukten, und läuft dann nach Singerin die Schwarza entlang südwärts. Dabei ist auch die Trinkwasserversorgung des Naßwaldtales angeschlossen.
Seit 1968 verläuft unter dem Schneealpstock der Schneealpenstollen, mit dem sowohl weitere Quellfassungen im Einzugsgebiet der oberen Mürz hinter der Schneealpe, wie auch nach Erweiterungen solche an der oberen Salza im Raum Mariazell erschlossen wurden. Damit wird hier technisch-hydrographisch das Einzugsgebiet der Leitha mit denen von Mur und Enns wie auch direkt der Donau bei Wien vermischt.